# Волынский сельский совет
Волынский сельский совет (укр. Волинська сільська рада) — входит в состав
Каховского района
Херсонской области
Украины.
Административный центр сельского совета находится в 
с. Волынское.

## История
- 1934 — дата образования.

## Населённые пункты совета
- с. Волынское
- с. Остапенко